# Grubenholzkäfer
Der Grubenholzkäfer (Hexarthrum exiguum, Syn.: Rhyncolus culinaris) ist ein Rüsselkäfer (Curculionidae) aus der Unterfamilie der Faulholzrüssler (Cossoninae), die in morschem Holz leben. Der Käfer gilt als sekundärer Holzschädling, dessen Larven vor allem in Bergwerken den Splintholzbereich von Konstruktionshölzern zerstören, die bereits von Pilzen befallen wurden.

## Merkmale
Der Grubenholzkäfer ist ein rotbrauner und 2,8–3,4 mm langer, typischer Vertreter der Rüsselkäfer. Er besitzt die für die Familie charakteristische Kopfform mit einer rüsselförmigen Verlängerung. Der Rüssel ist beim Männchen kegelförmig und etwas länger als an der Basis breit. Beim Weibchen ist er 1,5 Mal so lang wie breit, schmäler und länger als beim Männchen und von rechteckiger Form. Der Rüssel ist fein punktiert, die Punkte längsrunzelig miteinander verbunden. Die Fühler sitzen seitlich am Rüssel und knicken annähernd rechtwinklig nach vorne ab. Die Augen stehen nicht aus dem Kopf hervor. Der glänzende Halsschild ist nicht oder nur undeutlich chagriniert, das heißt, er weist kein Narbenmuster auf. Die Flügeldecken haben parallele Ränder und besitzen wie bei allen Arten der Gattung kräftige Punktstreifen und Zähnchen an den Hinterrändern.
Der Aedeagus des Männchens ist länglich, rinnenartig und stark gekrümmt. Seine Spitze ist schräg abgeschnitten. Die oberen Seiten des Aedeagus sind in der Mitte ausgebuchtet; das einzige Merkmal, das den Grubenholzkäfer sicher vom mitunter sehr ähnlichen Hexarthrum capitulum unterscheidet. Letzterer hat einen Aedeagus mit geraden Oberseiten.

## Vorkommen und Lebensweise
Der Grubenholzkäfer kommt in Süd- und Mitteleuropa vor, wird aber nach Norden schnell seltener und fehlt in Nordwestdeutschland bereits ganz. Seine Nahrung besteht aus Nadel- und Laubhölzern, die starker Feuchtigkeit und häufig bereits Pilzschäden ausgesetzt sind. In Italien wurde er in Rosskastanien und Europäischen Zürgelbäumen gefunden. Für den Holzschutz ist er von Bedeutung, weil seine Larven Fichtenstempel in Bergwerken, aber auch Bauholz in Gebäuden befallen können. Die Larven entwickeln sich besonders gut bei einer Temperatur von etwa 23 °C, die Art tritt das ganze Jahr über auf. In jüngster Zeit wurde ein Vorkommen in der Türkei beschrieben.

## Gefährdung
Die Art gilt in der Roten Liste Deutschlands in der Kategorie "Gefährdung unbekannten Ausmaßes" geführt.